# The Nothing
The Nothing – trzynasty album studyjny amerykańskiego zespołu muzycznego Korn. Wydawnictwo ukazało się 13 września 2019 roku nakładem wytwórni muzycznej Roadrunner Records.

## Lista utworów
| Nr  | Tytuł utworu                  | Długość |
| --- | ----------------------------- | ------- |
| 1.  | „The End Begins”              | 1:31    |
| 2.  | „Cold”                        | 3:46    |
| 3.  | „You'll Never Find Me”        | 3:41    |
| 4.  | „The Darkness Is Revealing”   | 3:40    |
| 5.  | „Idiosyncrasy”                | 4:39    |
| 6.  | „The Seduction of Indulgence” | 1:43    |
| 7.  | „Finally Free”                | 3:53    |
| 8.  | „Can You Hear Me”             | 2:53    |
| 9.  | „The Ringmaster”              | 3:01    |
| 10. | „Gravity of Discomfort”       | 3:35    |
| 11. | „H@rd3r”                      | 4:47    |
| 12. | „This Loss”                   | 4:41    |
| 13. | „Surrender to Failure”        | 2:21    |
|     |                               | 44:11   |

## Twórcy albumu
- Jonathan „JDevil” Davis – wokal prowadzący,
- James „Munky” Shaffer – gitara
- Reginald „Fieldy” Arvizu – gitara basowa
- Brian „Head” Welch – gitara
- Ray Luzier – perkusja